# Wangdue Phodrang (Distrikt)
Wangdue Phodrang (bhutanisch དབང་འདུས་ཕོ་བྲང་རྫོང་ཁག་; in dzong skad: dbang dus pho brang; früher: Wangdi Phodrang) ist einer der 20 Distrikte (dzongkhag) von Bhutan. In diesem Distrikt leben etwa 42.186 Menschen (Stand: 2017) auf einer Fläche von 4308 km². 
Die Hauptstadt des Distrikts ist das gleichnamige Wangdue Phodrang.
Der Distrikt Wangdue Phodrang ist wiederum eingeteilt in 15 Gewogs:
- Athang Gewog
- Bjena Gewog
- Daga Gewog
- Dangchu Gewog
- Gangte Gewog
- Gasetsho Gom Gewog
- Gasetsho Wom Gewog
- Kazhi Gewog
- Nahi Gewog
- Nyisho Gewog
- Phangyuel Gewog
- Phobji Gewog
- Ruebisa Gewog
- Sephu Gewog
- Thedtsho Gewog